# Ji Yeon (Lost)
2008. március 13-án kerül először adásba az amerikai ABC csatornán a sorozat 77. részeként. Edward Kitsis és Adam Horowitz írta, és Stephen Semel rendezte. Az epizód középpontjában Sun és Jin áll. Figyelem! Ez az epizód Sun jövőjéről és Jin múltjáról szól.
|  | Alább a cselekmény részletei következnek! |

## Az előző részek tartalmából
Sayid és Desmond a hajón találkoznak Minkowskival, akit megszöktetnek egy nyitva felejtett ajtón át, hogy elvigye őket a rádiószobába. Sun megtudja, hogy gyereke lesz, de arra is fény derül, hogy a terhes nők meghalnak a szigeten, amennyiben a baba ott fogant. Juliet kiderítette, hogy Sun a zuhanás után esett teherbe, tehát nemsokára meg fog halni.

## A folytatás
Az első jelenet a hajón játszódik. Lapidus este kaját visz Desmondéknak, de Keamy feltartóztatja, hogy emlékeztesse a pilótát a közelgő teendőkre. Frank a rövid beszélgetés után tovább megy, majd Sayidék „cellája” elé érve üdvözli a meglepett, és furcsán viselkedő Reginat. Odabent az arab számonkéri, hogy miért tartják őket fogva. Lapidus szerint azért, mert kiszöktek a szobából. Jarrah felvilágosítja a pilótát, hogy az ajtó nyitva volt, nem kellett feltörniük. A szakállas ledobja a sok konzervbabot, majd tudatja, hogy nem tudtak kapcsolatba lépni a szigetiekkel, valószínűleg megsérült a telefonjuk. Az arab közli, hogy szeretne beszélni a kapitánnyal, Frank viszont nem tartja ezt jó ötletnek.
A szigeten Sun aggódik Des és Sayid miatt, de férje szerint majd a hajóval jönnek értük. Jin a gyerek nevére tereli a szót, felesége viszont balszerencsésnek tartja, ha a születés előtt beszélnek róla. A férfi elmondja, hogy szeretné, ha a lányuknak, merthogy szerinte lányuk lesz, a Ji Yeon nevet adnák.
[ Flasforward ] "Ez az epizód Sun jövőjéről és Jin múltjáról szól. Az első flashforwardban Sun épp pakolgat, amikor rosszul lesz és felhívja a mentőket. A lány úgy érzi valami probléma lépett fel a terhességével kapcsolatban."
[ Flashback ] "A párhuzamosan vetített flashback alatt Jin meglátogat egy játékboltot, és vásárol egy óriás Panda plüssfigurát. A férfi a kórházba szeretné eljuttatni az ajándékot."
Sun reggel izgatottan ébreszti férjét, mert Jack és Kate visszatértek. Kate elmondja, mi történt velük. A koreai nő felteszi a kérdést, hogy tényleg megmentik-e őket? Austin szerint erről még nem beszéltek az ejtőernyősök. Időközben Desmond felébred a kabinban, Sayid pedig már javában reggelizik. Az ajtó rácsán valaki bedob egy papírdarabkát, amin az áll: „Ne bízzanak a kapitányban!” Daniel a parton a telefont bütyköli, mikor odalép mellé Sun. Beszélgetni kezdenek, s a mentés is szóba kerül. Dan elmondja, hogy nem ő dönt a megmentésről. A nő megköszöni a beszélgetést, majd továbbáll a kajapolcokhoz, ahol Jin és Jack beszélgetnek. A doki veszi a lapot, magára hagyja a házaspárt. Sun megkéri férjét, hogy szedjen össze 2 napra elég ételt, aztán találkozzanak a sátruknál, mert elmennek Locke táborába. Az asszony Juliet sátrához megy gyógyszerekért, azonban lebukik. Burke tudja, hogy a koreaiak valahova készülnek, mert az előző adag vitaminból még kellene lenni. Sun végül kiböki, hogy Johnhoz készülnek, a doktornő viszont ezt nem tartja jó ötletnek, mert nemsokára elérkezhet a halál időpontja. Mrs Kwon nem hisz neki, mert szerinte Claire-nek és a babájának sincs semmi gondja.
[ Flashforward ] "A következő flashforwardban Sun már a szülészeten van. A nő sokkos állapotban fekszik az ágyon és azt akarja, ha Jint behívnák hozzá a kórházba."
[ Flashback ] "A párhuzamosan vetített flashback alatt Jin leint egy taxit és a pandát beteszi a hátsó ülésre. Miközben próbál beszállni kap egy telefonhívást, de a nagy forgatagban nekimegy egy járókellő és elejti a készüléket. A férfi megpróbálja felvenni a mobilt, de a taxi egy másik utassal odébbáll a pandával együtt. A koreai tiszta ideg emiatt, így kénytelen venni egy másik játékot dupla áron."
Kate elmondja, merre találják a falut, de ekkor megjelenik Juliet is, hogy lebeszélje Sunt a tervéről. Közli Jinnel, hogy a felesége 3 héten belül meghalhat, de ez nem használ. Utolsó esélyként Burke felfedi, hogy Sunnak viszonya volt egy másik férfivel, először azt hitték, tőle van a gyerek. Mrs Kwon lekever egy pofont a doktornőnek, de ő így is elérte célját: Jin otthagyja feleségét, aki egyből utána szalad, hogy magyarázkodjon. A férfi nem akarja őt hallani, így horgászni indul, s Bernard is csatlakozik hozzá. A fogorvos a csónakban beszél a házaséletről, a sziget gyógyító erejéről, és a karmáról. Szavai látszólag megérintik társát.
Ray meglátogatja Sayidékat, hogy kivigye őket a kapitányhoz. Odakint azonban észreveszik, hogy a helikopter eltűnt. Az orvos szerint küldetésen vannak, de nem tudja, hol. Des figyelmét inkább Regina köti le, aki súlyos vasláncokkal a testén felmászik a korlátra, majd a tengerbe ugrik. A férfi a korláthoz szalad, és segítségért kiált, de senki sem reagál. A hangzavarra kijött a hajó kapitánya, és elmondta, hogy azért nem ugrott utána senki, mert nem akarják, hogy több ember veszítse életét. Hume megkérdezi, hogy mi történik a hajón, erre Gaunt azt feleli, hogy egyfajta klausztrofóbiát okozhat a sziget közelsége, de nem tudnak megfordulni, mert egy szabotőr tönkretette a motort. Ha megjavítják, biztonságos vizekre hajóznak, ahogy parancsba kapták Charles Widmore-tól. Desmond megdöbben, és a kapitány tudja is, hogy ők ketten ismerik egymást. Ezután felmennek a kapitány szobájába, ahol Gaunt előveszi az Oceanic 815 feketedobozát, amiért Widmore egy vagyont fizetett, majd elmondja, hogy megtalálták a holttesteket és a roncsokat. Szerinte rengeteg pénz és munka kell egy repülőgép-katasztrófa meghamisításához. Épp ezért akarják megtalálni Benjamin Linust.
Juliet bocsánatot kér Suntól, hiszen ő csak ott akarta tartani őt, hogy kijussanak a szigetről. Elmondja, hogy a várandós nők először folyamatos hányingert éreznek, majd légszomj kínozza őket. Ezután kómába esnek, végül meghalnak. És nem csak az anya hal meg, hanem a gyerek is. Burke azért nem engedi el Sunt, mert az ügyben már ő is érdekelt mint kezelőorvos, és ezért nem engedheti, hogy a páciense életét veszítse.
[ Flashforward ] "A soron következő flashforwardban Sun vajúdik, de mindenáron meg akarja várni Jint, hogy jelen legyen a szülésnél. Az orvosok császármetszést akarnak végezni, de a baba feje hirtelen kibújik, és végül a nő természetes szülés útján hozza világra gyermekét."
Ray lekíséri Sayidot és Desmondot egy csendesebb szobába, de a kabin nem úgy néz ki, mint kellene, hiszen még mindig ott éktelenkedik egy hatalmas vérfolt a falon. Az orvos odakiált a folyosó végén takarító embernek, hogy tegye rendbe a hálóhelyet. Johnson elindul feléjük, ekkor Jarrah és Hume arcára döbbenet ül ki, de nem szólalnak meg. A takarító kiér a fénybe, így kiderül, hogy ő nem más, mint Michael Dawson, aki már jó 1 hónapja elhagyta a szigetet. Ray bemutatja Kevin Johnsont a vendégeknek.
Sun a sátorban ténykedik, mikor megjelenik Jin a vacsorával. A nő magyarázkodna, de a férje nem szeretné hallani, mert tudja, hogy az egész az ő régi élete miatt volt, ezért megbocsát a feleségének. Felajánlja, hogy elmegy vele Locke táborába, de Sun már lemondott a tervéről, hiszen Juliet meggyőzte őt. Inkább el akar menni a szigetről. Jin megígéri, hogy megvédi őket, de előbb tudni szeretné, övé-e a gyerek. A nő könnyes szemmel igent felel.
[ Flashback ] "A következő flashbackban Jin végre eljut a kórházba és azonnal a szülészetre rohan. Az ajtó előtt álló biztonsági őrnek bemutatkozik és közli, hogy a Paik művek küldöttjeként érkezett. Kiderül, hogy csupán a nagykövet unokájának hozta el a plüss állatot. Miután a férfi távozni készül, az egyik nővérke megkérdezi tőle hova siet, mire Kwon megjegyzi, hogy nem az övé a gyerek. Ő még csak 2 hónapja nős."
[ Flashforward ] "Ezután Sunt láthatjuk, aki talpig feketében áll a tükör előtt és felveszi a jegygyűrűjét. Hamarosan látogató érkezik hozzá Hurley személyében. A rögtönzött babalátogatás után ők ketten kimennek a temetőbe, ahol megállnak Jin sírja előtt. A nő elmeséli a halottnak vélt férjének, hogy kislánya született, akit Ji Yeonnak nevezett el, ahogy ő korábban javasolta. A síron fel van tüntetve a halál időpontja: 2004. szeptember 22. – A katasztrófa napja.
|  | Itt a vége a cselekmény részletezésének! |